# Sent Joan de Laur
Sent Joan de Laur (en francès Saint-Jean-de-Laur) és un municipi francès situat al departament de l'Òlt i a la regió d'Occitània.

## Demografia
| 1962                                       | 1968 | 1975 | 1982 | 1990 | 1999 | 2007 |
| ------------------------------------------ | ---- | ---- | ---- | ---- | ---- | ---- |
| 135                                        | 154  | 141  | 179  | 174  | 177  | 203  |
| Des de 1962: població sense dobles comptes |      |      |      |      |      |      |

## Administració
| Període   | Identitat        | Partit |
| --------- | ---------------- | ------ |
| 2001-2008 | Michel Calmettes |        |
| 2008-     | Jean-Paul Elie   |        |